# Лакшмі
Лакшмі (санскр. लक्ष्मी, lakṣmī IAST) — індуїстська богиня багатства, процвітання матеріального і духовного, родючості, удачі, щирості, символ краси, грації. Вважається, що вона захищає своїх шанувальників від будь-якої невдачі та проблем з грошами. Є втіленням грації, краси та чарівності. Вірять, що її прихильники будуть захищені від усіх видів нещасть і злиднів. Лакшмі є шакті (активна енергія, супутниця, жіноче проявлення) Вішну, одружена з Рамою (у втіленні Сіти) і Крішною (як Радга, а пізніше Рукміні). Ця богиня також часто зображується на вайшнавських і джайнських скульптурах.

## Походження
У Махабхараті фіксується її зв'язок з Нараяной-Вішну: Лакшмі народжується із золотого лотоса, який піднявся над головою Нараяни. Лотос — основний символ Лакшмі, і саме з нею пов'язаний лотос, що росте з пупа Нараяни в вішнуїтських зображеннях. Лакшмі є богинею грошей, багатств. У Махабхараті втіленням Лакшмі вважається Драупаді - дружина п'ятьох братів Пандавів, втілень Індри, Ями, Ваю і близнюків ашвінів. Згідно з Харіванші, індійський Купідон, Камадева, був сином Лакшмі і Дгарми, бога справедливості і дгармічного закону, практично тотожного Ямі. У ряді текстів Лакшмі може ототожнюватися з Сарасваті, богинею мудрості, освіченості і мистецтв, але в інших Лакшмі і Сарасваті — дружини-суперники Брахми. Згідно з однією версією народження Лакшмі, вона була дочкою мудреця-ріші Бгріґу і Кгьяті, згідно з іншою, значно популярнішою, вона з'явилася з лотосом у руках або сидить на лотосі під час пахтання світового океану девами і асурами (пор. народження Афродіти), відповідно ж третьої, вона з'явилася ще на самому початку світового процесу, виринувши з первісних вод на квітці лотоса (пор. її імена Падма і Камала - «Лотосова»).
Богиня Лакшмі, також відома як Шрі, не тільки є уособленням успіху і багатства, але також являє собою втілення чарівності, грації і шарму. Їй поклоняються як богині, яка дарує земне процвітання і звільнення від циклу життя і смерті.
Згідно з переказами вона вийшла з моря молока, найдавнішого космічного океану, тримаючи в руках лотос. Всі члени божественної трійці — Брахма, Вішну і Шива (творець, споглядач, руйнівник) хотіли дістати її. Вимога Шиви була відхилена, так як він вже претендував на Місяць, у Брами була Сарасваті, тому Вішну заявив про свої права на Лакшмі, і вона народжувалася і перероджувалася як його дружина протягом його десяти інкарнацій.
Деякі тексти говорять, про те, що Лакшмі є дружиною Бога Дхарми. Вона і ще кілька інших Богинь, які є уособленням певних благих якостей, знайшли своє призначення у шлюбі. Це з'єднання в першу чергу являє собою союз Дхарми (доброчесної поведінки) і Лакшмі (процвітання і благополуччя). Мораль цього союзу вчить тому, що, виконуючи Дхарму, ми досягаємо процвітання.
Традиція також пов'язує Лакшмі з Кубера, огидним Богом якшей. Якши це раса надприродних істот, які жили за межами цивілізації. Про зв'язок Кубера і Лакшмі стало відомо з того факту, що він був знаменитий своєю схильністю до накопичення, охорони та поширенню багатств. Якшмі також є символом достатку. У храмах їх зазвичай зображують у вигляді пшногрудих жінок, звабливо лежать біля дерев, з широкими стегнами і великим ротом. Тому природно ототожнення Шрі, богині, яка уособлювала потужну енергію росту, з Якшмі. Вона, так само як і вони, бере участь у житті рослин і дає їм невичерпне родючість.
Індра відомий як цар девів, перший з богів. Зазвичай він зображується у вигляді небесного короля. Саме тому Шрі- Лакшмі повинна бути його дружиною. У цих міфах вона є уособленням королівської влади, істотою, чия присутність незамінне для ефективного володіння королівською владою і для забезпечення королівського процвітання.
Деякі міфи описують догляд Лакшмі від одного правителя до іншого. Наприклад, в одній легенді говориться, що вона жила з демоном Балі, бо він переміг Індру. Лакшмі залучили його спрямованість до перемоги і його хоробрість. Будучи в союзі з цією богинею, Балі гідно керував трьома світами (земним, небесним і загробним) і приніс їм процвітання. Тільки коли повалення боги хитрістю змусили Балі здатися, Лакшмі залишила його, позбавленого блиску і знесиленого. Разом з Лакшмі Балі покинули такі якості як хорошу поведінку, добродіяння, правда, діяльність і сила.
Зв'язок Лакшмі з настільки багатьма чоловічими божествами заслужила їй репутацію мінливої і непостійною особи. В одному тексті сказано, що вона непостійна, і залишається з Вішну тільки тому, що її приваблюють його різні форми (аватари!) У міфах її мінливість і любов до пригод починають поступово змінюватися, коли вона залишається з Вішну, і нарешті заспокоюється. Вона стає вірною, слухняною і відданою дружиною, яка молиться про те, щоб знову возз'єднатися зі своїм чоловіком в його наступних життях. У храмі Джаганнат в Пурі Лакшмі готує їжу для свого повелителя і його прочан. На знаменитих картинах печер Бадами в Центральній Індії Лакшмі зображена сидячою на підлозі, спершись на свого повелителя, що сидить на троні. Що є моделлю громадської благопристойності і коректності.
У фізичному сенсі Лакшмі зображується у вигляді прекрасної жінки, з чотирма руками, що сидить на лотосі, одягненої в красиві одягу і обвішаній дорогими прикрасами. У неї добрий вираз обличчя, вона знаходиться в світанку своєї молодості, але у неї вже проявляються материнські риси.
Самою вражаючою особливістю Лакшмі є те, що вона постійно зображується з лотосом. Згідно Шрі- Лакшмі лотос є символом чистоти і духовної сили. Він занурений в бруд, але квітка його знаходиться над водою, він не забруднений брудом. Таким чином, лотос є символом духовного вдосконалення і влади. Більш того, лотос є загальним символом в іконографії індуїзму і буддизму. Боги і Богині, Будди і Ботхісаттви зазвичай зображаються сидячими на лотосі, що забезпечує духовну владу.
Таким чином, суттю буття є наступне: Бог, Будда або осіб вийшли за межі граничного світу (грязі) і спокійно рухаються в сфері, наповненою чистотою і духовністю. Значить, Шрі- Лакшмі забезпечує щось більше, ніж енергію, що робить вологий ґрунт плідної, і що дає загадкові сили для зростання. Вона сприяє очищенню, яке виходить за межі матеріального світу. Вона асоціюється не тільки з королівською, але і з духовною владою, і поєднує в собі королівську і духовну міць. Лотос і Богиня Лакшмі є повністю розпустився квіткою органічного життя.
Опис Богині Лакшмі буде неповним, якщо ми не згадаємо її автомобіль- сову (Улук на санскриті). Це птах спить протягом усього дня і не спить вночі. В одному гумористичному джерелі сказано, що в силу сонної і млявою природи сови, Лакшмі використовує її і катається на ній. Сова це раба тих, хто знає, як контролювати її ; як найкраще використовувати її ресурси так само, як це робить Бог Вішну. Ті, хто сліпо поклоняються Лакшмі, є самими справжніми совами.

## Іконографія Шрі Лакшмі
Коли Шрі має дві руки, вона тримає шріфала (кокос) і падма (лотос). Вона супроводжується двома жінками-носильницями (чаурі) з опахалами і двома або чотирма слонами, що несуть Ґати.
Якщо Лакшмі має вісім рук, то несе в них дганус (цибуля), ґада (жезл), стрілу, падма (лотос), чакра (колесо), Шанкг (раковина), дерев'яний товкач, анкуса (Стрекала).
Якщо вона має чотири руки, то тримає чакра (колесо), Шанкг (раковина), падма (лотос), ґада (жезл); або махалунґа (лімоноподобний плід), падма (лотос), лотос та горня нектару; або падма (лотос), плід більва (bilva) (дерев'яне яблуко), раковину (санкг'я) і посудину з амброзією, або в обох верхніх руках богиня тримає по лотосу (падма), а з її нижніх долонь сиплються золоті монети, або одна з рук знаходиться в благословляючому положенні.
Якщо Лакшмі маєдві руки, то тримає Шанкг (раковина) і падма (лотос). З двох сторін її супроводжують Відьядгари, а також Раджашрі, Сварґалакшмі, Брахми, Лакшмі, Джайялакшмі.
Перебуваючи поруч з Вішну вона зазвичай має дві руки, і тоді тримає лотос (падма) і кокос (шріфала), або лотоси в обох руках. При цьому вона коштує, або сидить на лівому стегні Вішну, або сидить на змії Ананта, або на орлі.
Зазвичай Лакшмі, одягнена в золото, стоїть або сидить на лотосі. Буває, що її зображують зі слонами, які по пояс занурені у воду.

## Імена
У Лакшмі багато різних імен. Якщо Вішну супроводжується Бгу або Сарасваті, Лакшмі також складає йому компанію і тоді зветься Шрі. Коли вона єдина супутниця Вішну, то зветься Лакшмі. Коли вона зображується на самоті, то зветься як Шрі, так і Лакшмі.
Значення імені Шрі - «процвітання», «щастя», «слава».
- Падма: Житель лотоса
- Камала: Житель лотоса
- Падмапрія: Та, хто любить лотоси
- Падмамаладгара деви: Та, хто носить гірлянду з лотосів
- Падмамукгі: Та, чиє обличчя чудово як лотос
- Падмакші: Та, чиї очі прекрасні як лотоси
- Падмахаста: Та, хто тримає лотос
- Падмасундарі: Та, хто прекрасна як лотос
- Вішнупрія: Кохана Вішну
- Улкавахіні: Та, хто пересувається на сові

Також інші її імена: Рама, Індіра, Манушрі, Чакріка, Камаліка, Лаліма, Нандіка, Руджула, Вайшнаві, Нараяні, Бгарґава, Шрідеві, Чанчала, Бгумі Деві, Джаладжа, Мадгава і Айсварья.
Під час ведичної церемонії йде звернення до 8 форм богині - Ашталакшмі
1) Шрі Дханйа Лакшмі: приносить благополуччя в усі сфери життя.
2) Шрі Гая Лакшмі: наповнює життя щастям і успіхом.
3) Шрі Адхі Лакшмі: сприяє набуттю багатства.
4) Шрі Віджая Лакшмі: допомагає долати перешкоди, уникати кримінальних та судових тяжб, сприяє багатству.
5) Шрі Айшварья Лакшмі: сприяє досягненню популярності і популярності. Сприяє самореалізації в житті.
6) Шрі Віра Лакшмі: сприяє безстрашності, хоробрості. Також надає значиме сприятливий вплив на здоров'я і добробуту людини.
7) Шрі Дхана Лакшмі: сприяє придбання фінансової незалежності.
8) Шрі Сантана Лакшмі: сприяє благополуччю дітей. Зростанню і розвитку в кар'єрі.

## Мантри
Gayatri Mantra (Devī upaniśhatḥ) із "Деві упанішада"
- mahālakśmīścha vidmahe

sarvasiddhiścha dhīmahi 
tanno devī prachodayātḥ.
варіант
- Om Mahadevyaicha Vidhmahe

Vishnu Pathniyaicha Dheemahe
Tanno lakshmi Prachodayaath !